# Ctenochira vetusta
Ctenochira vetusta là một loài tò vò trong họ Ichneumonidae.